# Jean Cauchon
Jean Cauchon, né le 21 novembre 1913 à Verneuil-sur-Avre (Eure) et mort le 16 novembre 1991 à Dreux (Eure-et-Loir), est un homme politique français.

## Biographie
Après avoir passé ses premières années à Verneuil-sur-Avre, il part avec ses parents vivre à Dreux. Il est inscrit à l'école Godeau où lors de la rentrée des classes, il reçoit une claque de la part de son instituteur, Robert Foucher, pour être arrivé avec un quart d'heure de retard, croyant que celle-ci se faisait à 8h 30. Ayant pour voisin Monsieur Bouland, inspecteur primaire, il alla se plaindre auprès de lui quelques heures plus tard.
Après deux années passées à l'école Godeau, il est pensionnaire à Brezolles.
À l'âge de 14 ans, il gagne le premier prix offert un journal catholique : un voyage à Rome et une audience avec le pape Pie XI. Il lui remet en personne le texte lui rendant hommage qu'il a recopié sur un parchemin.
Il devient ouvrier menuisier et fait partie du patronage Saint-Jean dirigé par l'abbé Chevauché. C'est l'époque où à Dreux la jeunesse catholique s'oppose à la jeunesse anticléricale, dont le maire, Maurice Viollette est le chef de file.
Passionné de chanson, après la Seconde Guerre mondiale, il fréquente les cabarets parisiens et écrit des chansons sous le pseudonyme de "Jean Denis", notamment pour Jean Lumière (Valse des beaux jours) et rédige des textes pour une revue appelée "Chansons".
Aux élections présidentielles de 1965, il appelle à voter Jean Lecanuet, déclarant notamment : "rentrant d'Allemagne, je comprends mieux encore l'urgente nécessité des États-Unis d'Europe.".
En 1973, il est élu questeur du Sénat, mandat qu'il conservera 9 ans.
Le 10 juillet 1977, au château de Versailles, dans la salle du Sacre, il reçoit de Charles Hélou, président de l'Association Internationale des Parlementaires de Langue Française, les insignes de chevalier de la Pléiade, ordre de la Francophonie.
En 1978, il possède déjà 45 cahiers sur lequel il a collé des articles de presse parlant de lui et de la vie politique drouaise.
En juin 1980, en sa qualité de sénateur il représente la France, avec Jacques Barrot, ministre de la santé, et Jean Royer, député-maire de Tours, aux cérémonies organisées à Rome pour la béatification de François de Montmorency-Laval et est reçu en audience privée par le pape Jean-Paul II.

### Famille
Père de sept enfants, son fis ainé Joël, marié à Nati, se tue accidentellement à 30 ans, en décembre 1967 au retour d'un match de basket-ball. Un stade de Dreux porte son nom.
Chaque année, le dimanche de la Pentecôte, il organise une sortie en car en présence de tous ses enfants et petits-enfants pour aller visiter un château de la Loire.

## Détail des fonctions et des mandats
- 26 septembre 1971 - 1er octobre 1989 : sénateur d'Eure-et-Loir ;
- 1965 - 1977 : maire de Dreux ;
- 1973 - 1982 : questeur du Sénat.